# Lygnö
Lygnö är ett område i Alingsås kommun, Västra Götalands län. Det ligger sydost om Alingsås tätort. 
Området präglas av ett starkt kuperat landskap där den odlade jorden är spridd på många mindre åkrar skilda av lövskogsklädda kullar. Det begränsas i söder och väster av skogsklädda berg och samt i norr av skog och mossar. Åt väster sluttar ett uppodlat område ner mot Lygnösjön. En beskrivning från årtiondena runt 1800 lyder: ”Höfångsten är också ringa, i anseende till stenbunden och bergaktig mark, men betet godt, och på skog af all slag finnes ymnog tilgång.”

## Namn
Namnet Lygnö anses vara en härlett från Lygnösjöns ursprungliga namn. Andra former som förekommit är olika varianter på Lygne och Lygna. Det är oklart om sjöns namn ska tolkas som 'den blänkande' eller 'den lugna'.

## Administrativ tillhörighet
Sedan medeltiden tillhörde området Bälinge socken, Kullings härad. 1886 överfördes det till Alingsås socken som 1952 införlivades i Alingsås stad och i dag är området en del av Alingsås kommun.

## Säteriet Lygnöholm
På 1500-talet bildades ett säteri benämnt Lygnö eller Lygnöholm. Själva säteriet var på ett mantal och omfattade det område som i dag har traktnamnet Stora Lygnö. Gårdarna Lilla Lygnö och Låkås lydde under säteriet som rå- och rörshemman. I början av 1800-talet såldes säteriet Lygnöholm och delades upp i några mindre gårdar.
Säteriets huvudbyggnad var placerad vid den gård som i dag bär namnet Lygnöholm. I en beskrivning från 1888 konstateras att ”den gamla säteribyggnaden, der de forne egarne residerade, fins ej längre qvar, men dess plats visades och beskrefs tjenstvilligt af det nuvarande värdfolket”.
Säteriet ägdes i mitten av 1500-talet av Måns Tuvesson (Lilliehöök). Det övergick sedan till hans dotter Carin Månsdotter och hennes make Håkan Larsson (Dufva). Under 1600-talet fram till början av 1700-talet ägdes säteriet av medlemmar av ätten Soop, bland annat häradshövdingen Åke Hansson Soop. Dennes sonson, lagmannen Åke Soop föddes på säteriet. Under 1700-talet ägdes sedan Lygnöholm i tur och ordning av överkommissarien Anders Cederflycht, häradshövdingen Johan Fredrik de Bruce, samt kommerserrådet Christian Arfvidsson. I början av 1800-talet innehades egendomen av den sistnämndes dotter Margareta Christina Arfvidsson och hennes make Vilhelm Tham innan den såldes till Andreas Kamp från Bälinge.

## Lygnö Missionsförsamling
1866 bildades en missionsförsamling i Lygnö. 1872 uppfördes ett missionshus på en plats som uppläts av en markägare. Först på 1950-talet avstyckades tomten. 2014 bedömdes byggnaden vara ett mycket välbevarat exempel på ett missionshus från slutet av 1800-talet. Den är av Alingsås kommun utpekad som kulturhistoriskt värdefull bebyggelse. Församlingen sålde missionshuset 2021.